# Berenguer Desprats
Berenguer Desprats, o de Prats, o des Prat (mort a Tortosa, Baix Ebre, el 19 de febrer de 1340), va ser un bisbe.
Va ser bisbe de Tortosa entre el 27 d'octubre de 1316, quan fou triat pel capítol de la catedral, i fins a la seva mort, el 19 de febrer de 1340. Durant el seu mandat va celebrar diversos sínodes. El primer, 19 de juny de 1318, on va confirmar totes les constitucions anteriors, i que es prohibia construir cap altra nova església ni cap nou altar a esglésies ja construïdes sense la seva llicència. En el segon sínode, celebrat el 13 d'abril de 1323, es va elaborar una nova constitució anomenada Constitutionum pluralitas, non solum confussionem, sed etiam periculum animarum inducit, dum ea quae constituuntur, non observantur debita reverentia, en la que ordena que es compleixi tot el que han manat els seus antecessors i ell mateix. En un tercer sínode, celebrat el 30 d'abril de 1324 es va manar publicar i renovar una constitució ordenada pel papa Joan XXII. Encara va celebrar dos sínodes més: el 19 d'abril de 1328, i el 23 d'abril de 1330.
En temps del bisbe Desprats també es va acordar la construcció de la nova catedral, l'actual que coneixem avui dia. De fet, el 2 de gener de 1340 es va establir una constitució que obligava a fer una cessió de per vida d'una desena part de totes les rentes del bisbe, del Capítol i d'altres dignitats eclesiàstiques per a la construcció de la Catedral. Malgrat tot, les obres no van començar fins al 1347.
Va redactar la constitució De numero vicenario Canonicorum, amb data de 20 d'octubre de 1320, en la que s'establia en vint la quantitat de canonges d'aquesta catedral.